# Муравьёв, Михаил Валерианович
Михаил Валерианович Муравьёв (1867—1932) — российский историк, археограф, краевед, первый директор Новгородского губернского архива, председатель Новгородского общества любителей древности.

## Биография
Представитель древнейшего дворянского рода, владевшего землями в Новгородском уезде Новгородской губернии (Малые и Большие Теребони). Родился в Москве 2 (14) февраля 1867 года в семье сенатора, бывшего Псковского губернатора В. Н. Муравьёва.
Окончил кадетский корпус и долгое время находился на военной службе. Уйдя в отставку, занимался земской деятельностью, возглавлял Новгородскую земскую управу. В 1911 году окончил Археологический институт. Был одним из главных инициаторов создания Новгородского общества любителей древности (НОЛД). Дважды занимал должность председателя этого общества — в 1908—1914 и 1917—1921 годах и организовал разностороннюю работу по изучению и охране памятников новгородской старины. Он предложил составить историко-археологическую карту Новгородской земли с указанием мест расположения памятников археологии, архитектуры, хранилища книг и рукописей; организовал периодическое издание «Сборники НОЛД», в которых печатались доклады, прочитанные на заседаниях, архивные документы, отчёты о деятельности НОЛД. Здесь были опубликованы исследования М. В. Муравьева: «София — Новгородский пантеон», «Челобитная прихожан Череменецкого монастыря митрополиту Иоакиму», «Синодик Череменецкого монастыря», «О современном состоянии Новгородского детинца», «О барке Екатерины Великой», «Архив И. Б. Мякинина». Также его труды публиковались в «Известиях Московского историко-археологического общества». В 1917—1921 гг. был мировым судьёй, заведовал Новгородским отделением охраны памятников старины и искусства, в 1919—1921 гг. был первым уполномоченным и заведующим (директором) Новгородским архивом.
Муравьёвым было организовано чтение в Новгороде лекций петербургскими учёными С. Ф. Платоновым, Н. В. Покровским, И. А. Шляпкиным.
По его инициативе проводились раскопки и сбор материала для XV Археологического съезда в Новгороде, он возглавил комитет по подготовке съезда, участвовал в организации выставки предметов новгородских древностей, школы гидов, привлекал учителей к собиранию «памятников местной старины», проводил экскурсии. В своём имении Большие Теребони Новгородского уезда провёл археологические раскопки.
В 1926 году был выселен с женой из родового имения в деревне Теребони и отправлен в полугодичную ссылку в Нарым. Впоследствии переехал в Ленинград, где был сотрудником Государственной археографической комиссии.
Умер в Ленинграде в 1932 году после сердечного приступа, случившегося с ним после ареста жены; похоронен на Новодевичьем кладбище. Могила не сохранилась. Ошибочно указание, что Михаил Валерианович Муравьёв умер в 1942 году во время блокады в Ленинграде; на самом деле в Ленинграде от голода умер его сын Владимир Михайлович.

## Избранная библиография
Основные труды:
- Разборная десятня 1574 года по Смоленску. — М., 1913.
- Лихолетье в Новгороде // Сборник Новгородского общества любителей древности. — Новгород, 1914. — Вып. 7. — С. 134—147.
- Новгород Великий: Исторический очерк и путеводитель. — Л., 1927.

Другие сочинения:
- Муравьевы (родословная). — Ревель: Тип. «Ревельских известий», 1893. — 23 с.
- Что нужно деревне: Докл. в Новгород. уезд. ком. о нуждах с.-х. пром-сти. — М.: т-во тип. А. И. Мамонтова, 1903. — 51 с.
- Родословец рода Базаниных / Сост. М. В. Муравьев. — [Новгород, 1909]. — 9 с.
- По вопросу об издании земствами учебников / Казан. обл. съезд представителей губ. земств. 1909 г. — Казань: лито-тип. И. Н. Харитонова, 1909.
- Материалы по истории освобождения крестьян от крепостной зависимости в Новгородской губернии. — Новгород: тип. Ив. Як. Мостакова, 1911. — 30 с.;
- Рассуждение XVII века о немецком зле. — М.: Т-во тип. А. И. Мамонтова, 1915. — 9 с.
- «Немцы в России» (Материалы для ориентации). — М.: т-во тип. А. И. Мамонтова, 1917. — 66 с.
- Свобода личная, общественная и политическая. — М.: Маковский, 1917. — 16 с. — (Общедоступная политическая библиотека / под общ. ред. Я. Д. Маковского; № 34).
- Введение к изучению новгородских древностей / [Соч.] М. В. Муравьева Новгородск. об-во любителей древности. — Новгород, 1925. — 16 с.
- Родословие А. С. Пушкина.

В 2007 году стараниями Новгородского общества любителей древности на доме номер 8 по Никольской улице, где жил Михаил Валерианович, была установлена мемориальная доска.